# Герштейн, Рева
Рева Герштейн (англ. Reva Gerstein, урожд. Эпплби, Appleby; 27 марта 1917, Торонто — 6 января 2020, там же) — канадская учёная-психолог и деятельница образования, известная как пионер перехода в канадской психиатрии от медицинского подхода к модели, фокусирующейся на здоровом образе жизни вне психиатрических больниц. Первый детский психолог в школьной системе Онтарио, организатор Канадских недель психического здоровья, основательница Психологического центра для подростков имени Хинкса и Кризисного центра Герштейн. Председатель Комитета по делам университетов Онтарио (1972—1975), председатель совета директоров Канадского института перспективных исследований, канцлер Университета Западного Онтарио (1992—1996). Компаньон ордена Канады (1997), член ордена Онтарио (1988).

## Биография
Родилась в Торонто в 1917 году в семье Дэвида и Дайаны Эпплби. Старший ребёнок в семье, где были также двое сыновей — Ирвинг и Сидней. Отец Ревы, иммигрант из Польши, был предпринимателем-импортёром и торговцем недвижимостью, мать — домохозяйкой. В детстве Рева мечтала о карьере пианистки, однако её планы изменились из-за радиопередач из Германии, включавших выступления Адольфа Гитлера. Впоследствии учёная вспоминала, что, послушав эти полные ненависти речи, она решила, что должна выбрать профессию, которая позволит ей помогать людям.
Окончив Паркдейлскую среднюю школу, поступила в Торонтский университет, где изучала психологию. В 1938 году окончила с отличием первую степень, а в 1939 году — вторую. В том же году вышла замуж за Бертрана Герштейна. В годы Второй мировой войны, в условиях нехватки мужчин-преподавателей, одновременно с работой над докторской диссертацией преподавала психологию в Торонтском университете. По заказу ВВС Канады она, в частности, работала с Фредериком Бантингом над темой влияния кислородного голодания на умственную деятельность. Герштейн защитила диссертацию в 1945 году, уже будучи матерью (её старший сын Ирвинг впоследствии стал предпринимателем и сенатором Канады от Консервативной партии), но возвращение с фронта профессоров-мужчин не позволило ей сохранить место в преподавательском составе университета.
В 1946 году Герштейн начала работать психологом в системе школ Ист-Йорка и Лисайда, став первым школьным психологом в Онтарио. В рамках этой работы она познакомилась с Кларенсом Хинксом — создателем Канадской ассоциации психического здоровья, — который пригласил её занять пост национального директора по планированию программ в этой организации. Как сотрудница ассоциации Герштейн основала программу Канадских недель психического здоровья и начала вести еженедельную психологическую программу на радио CBC.
С 1959 по 1962 год преподавала в недавно созданном Йоркском университете, участвовала в создании при этом вузе Аткинсон-колледжа, предназначенного для студентов-вечерников. В 1950-е годы входила в число основателей Канадского совета по детству и юношеству, став его первым президентом. В 1960 году включена в состав комиссии Холла-Денниса по реформе системы образования Онтарио. В 1962 году премьер-министр Онтарио Джон Робартс назначил Герштейн членом Комитета по делам университетов Онтарио. Она стала первой женщиной в составе этого комитета и позже, в 1972—1975 годах, была его председательницей. После реорганизации этой структуры в конце 1970-х годов и формирования Совета Онтарио по делам университетов Герштейн вновь была включена в его состав тогдашним премьером Биллом Дэвисом.
В 1968 году Герштейн стала организатором кампании, целью которой было создание Психологического центра для подростков имени Хинкса (англ. Hincks Treatment Centre for Adolescents. Это учреждение, в котором реализовались лучшие методики детской и подростковой психиатрии, впоследствии стало частью Детской больницы Торонто. В 1983 году мэр Торонто Арт Эглтон назначил Герштейн председательницей рабочей группы, занимавшейся вопросом пациентов, выписанных из психиатрических лечебниц города. Отчёт этой группы рекомендовал меры по обеспечению таких пациентов жильём, доступом к социальному обслуживанию, возможностями трудоустройства и защитой личного достоинства. Комплекс рекомендаций группы дал толчок к изменению подхода к вопросам психического здоровья в канадском здравоохранении. Если до этого в канадской психиатрии господствовал медицинский подход к психическим больным, то с 1980-х годов всё большее внимание стало уделяться здоровому образу жизни людей, страдающих от психологических расстройств, без применения госпитализации.
В 1990 году был открыт Кризисный центр Герштейн, который она помогла основать и совет директоров которого затем возглавляла. Центр предоставляет социальную поддержку людям, страдающим от психических расстройств. С того же года Герштейн занимала пост председателя совета директоров Канадского института перспективных исследований. По окончании срока председательских полномочий в 1994 году она оставалась членом совета директоров института до 2001 года. В 1992—1996 годах она также занимала пост канцлера Университета Западного Онтарио, став первой женщиной в этой должности.
Помимо прочих занимаемых постов, Рева Герштейн также была в 1950-е годы президентом Национального совета еврейских женщин Канады. Позже была первой женщиной на посту директора в издательском доме McGraw-Hill Ryerson (где была первой женщиной на такой должности), компаниях Maritime Life, Avon и International Nickel.
В 1970 году развелась со своим первым мужем Бертраном Герштейном, в браке с которым родила двоих сыновей — Ирвинга и Айру. Через 9 лет вышла замуж вторично — за торговца металлоломом Дэвита Райтблата. Рева Герштейн пережила обоих мужей и обоих братьев, скончавшись на 103-м году жизни в больнице Бриджпойнт в Торонто в январе 2020 года.

## Признание заслуг
За свои достижения в сферах образования и психологии Рева Герштейн была удостоена звания почётного доктора шести канадских вузов — Университетов Западного Онтарио, Куинс, Лейкхед, Гуэлфского университета, Йоркского и Торонтского университетов. Имя Герштейн носит стипендия кафедры психологии Университета Западного Онтарио, присуждаемая за наиболее высокие академические показатели студентам первого года магистерской программы.
В 1974 году Герштейн была произведена в члены ордена Канады. В 1979 году произведена в офицеры, а в 1997 году — в компаньоны ордена Канады, что является его высшей степенью. В представлении к последнему награждению отмечается её влияние в сферах здравоохранения (в частности, исследований и охраны психического здоровья) и высшего образования, включая участие в Совете по стратегии здравоохранения при премьере Онтарио и руководство Канадским институтом перспективных исследований. Государственные награды Герштейн также включают медали Золотого и Бриллиантового юбилея королевы Елизаветы II и орден Онтарио, которым она была награждена в 1988 году.